# Kopanky (hromada Borowa)
Kopanky (ukr. Копанки) – wieś na Ukrainie, w obwodzie charkowskim, w rejonie iziumskim, w hromadzie Borowa. W 2001 liczyła 219 mieszkańców.